# Lasioceros aroa
Lasioceros aroa är en fjärilsart som beskrevs av George Thomas Bethune-Baker 1904. Lasioceros aroa ingår i släktet Lasioceros och familjen tandspinnare. Inga underarter finns listade i Catalogue of Life.